# Греко-армянская гипотеза
Гипотетический греко-армянский язык (также известный как эллино-армянский) соотносится с предположением о том, что армянский, греческий и, возможно, фригийский (см. статью греко-фригийская гипотеза) языки имели общего предка, существовавшего в течение непродолжительного времени после распада праиндоевропейского языка. В значительной мере эта стадия сопоставима и синхронна с гипотетическим итало-кельтским языком. Греко-армянский этап датируется 3-м тысячелетием до н. э., лишь немного отличаясь от позднего праиндоевропейского языка или гипотетического греко-арийского языкового союза.

## История
Автором данной гипотезы является датский лингвист Хольгер Педерсен (1924), который заметил, что количество лексических соответствий между греческим и армянским больше, чем количество совпадений между армянским и прочими индоевропейскими языками. Антуан Мейе изучив морфологические и фонологические соответствия, предположил, что праязыки, от которых произошли греческий и армянский, были соседними диалектами исходного праиндоевропейского языка. Гипотеза Мейе получила известность после выхода его книги. Солта не заходит так далеко, чтобы постулировать существование прото-греко-армянского периода, однако заключает, что в смысле лексики и морфологии греческий язык, очевидно, ближе других соотносится с армянским. Эрик Хэмп поддерживает греко-армянскую гипотезу и высказывает надежду, что вскоре станет возможным реконстриуровать «эллино-армянский» праязык. Джеймс Клэксон считает доказательства греко-армянской подгруппы неубедительными и полагает, что армянский язык входит в более крупную греко-армяно-арийскую группу. Грач Мартиросян утверждает, что аргументы в пользу общего греко-армянского языка не так сильны, как в случае индоиранских и балто-славянских, ссылаясь на «тщательное, хотя и несколько гиперкритичное рассмотрение» Клэксона. Мартиросян предполагает, что «контактные отношения между протогреческим и протоармянским языками могли быть интенсивными, но эти сходства считаются недостаточными, чтобы рассматриваться как доказательство существования отдельного протогреко-армянского языка». В исследовании 2013 года Мартиросян сделал предварительный вывод о том, что «армянский, греческий (фригийский) и индоиранский языки были диалектно близки друг другу. Внутри этой гипотетической диалектной группы протоармянский язык располагался между протогреческим (на западе) и протоиндоиранским (на востоке). Затем индоиранцы двинулись на восток, в то время как протоармяне и протогреки оставались в общем географическом регионе в течение длительного периода и разработали многочисленные общие инновации». В работе Гамкрелидзе и Иванова выделяется несколько изоглосс, отделяющих греческий и армянский от индоиранских диалектов (выделившихся в ходе распада греко-армяно-арийской общности).
Бесспорно, что армянский — индоевропейский язык, но его история неясна. В любом случае армянский язык имеет много слоёв заимствованных слов и показывает следы длительного языкового контакта с греческим и индоиранскими языками. Нахлех, Варноу, Риндж и Эванс (2005), применив различные методы установления филогении, обнаружили, что пять процедур (максимальная парсимония, максимальное подобие, попарное объединение и методика Грея и Аткинсона) подтверждают существование греко-армянской подгруппы.
По результатам глоттохронологических исследований (2021) учёные Московской школы лингвистической компаративистики констатируют в рамках индоевропейской языковой семьи греко-армянскую ветвь, распавшуюся на рубеже 3 и 2 тысячелетий до н. э. В своём очерке (2022) положения армянского среди индоевропейских языков Б. А. Олсен и Р. Торсё отмечают, что он наиболее близок с балканскими: фригийским, албанским и, в частности, греческим, с которым у армянского совпадает ряд ранних фонологических инноваций. Они предлагают следующее филогеническое древо:
- Палеобалканские языки
  - Албанский язык
  - Греко-фригийский язык
    - Древнегреческий язык
    - Фригийский язык

  - Армянский язык
    - Западноармянский язык
    - Восточноармянский язык

Согласно исследованию коллектива датских генетиков, археологов и лингвистов (2024), триалетская культура Закавказья бронзового века обнаруживает общий генетический компонент c протогреками Микенской цивилизации, происходящий из ямной культуры степей Северного Причерноморья. Этим могут объясняться общие черты армянского и греческого языков.

## Общая лексика
Г. Мартиросян перечисляет 22 слова, общих для армянского, греческого и индоиранских языков, 30 греко-армянских лексических инноваций индоевропейского происхождения и 22 греко-армянских слова неясного происхождения, которые могут быть параллельными заимствованиями из субстратного источника. Р. Т. Нильсен насчитывает 35 таких субстратных греко-армянских слов, которые свидетельствуют о совместном контакте протогреческого и протоармянского языков с одним или несколькими неиндоевропейскими языками.
Л. ван Беек со скепсисом относится к возможности генетического родства греческого и армянского из-за отсутствия эксклюзивных фонологических и морфологических инноваций. При этом он отмечает ряд надёжных греко-армянских лексических схождений, не имеющих аналогов в других индоевропейских языках с точки зрения семантического и морфологического развития:
- др.-греч. ἦμαρ ~ арм. awr ‘день’
- др.-греч. δηρός ~ арм. erkar ‘длинный’
- др.-греч. ἤραρον ‘исправлено’ ~ арм. arari ‘сделано’ (редупликация в аористе)
- др.-греч. θερμός ~ арм. ǰerm ‘тёплый’
- др.-греч. βροτός ~ арм. mard  ‘смертный, мужчина’
- др.-греч. ὀφέλλω ‘быть полезным, способствовать росту’, ὄφελος ‘польза’ ~ y-awelum ‘добавлять’ при омонимичных др.-греч. ὀφέλλω ‘подметать’, ὄφελμα ‘метла’ ~ арм. awel ‘метла’
- др.-греч. ψεύδομαι ‘обманывать, лгать’, ψεῦδος ‘ложь’ ~ арм. sowt ‘ложь’

## Общие черты с фригийским
Косвенную роль в данной гипотезе играет сохранившийся лишь в надписях и топонимах фригийский язык в связи с тем, что на родство фригийцев и армян указывали античные авторы. Если греческий хорошо зафиксирован начиная с древности, что позволяет реконструировать протогреческий (с конца 3-го тысячелетия до н. э.), то история армянского языка расплывчата. Он сильнее связан с индоиранскими языками, в частности, имеет фонетические явления группы сатем.
Фригийский язык представляет собой отдельную группу в составе индоевропейской языковой семьи и демонстрирует гораздо больше общих черт с древнегреческим, чем с армянским.
Специалист по фригийскому языку Б. Обрадор-Курсак выделяет следующие черты, объединяющие греческий, фригийский и армянский (часть из них встречается и в других индоевропейских языках):
- сохранение праиндоевропейских ларингалов в начале слова
- утрата сибилянта -s- в начале слова и между гласными (встречается в других индоевропейских языках)
- сдвиг -m > -n (встречается в других индоевропейских языках)
- оглушение звонких смычных (b d g > p t k) объединяет фригийский с армянским (и, возможно, фракийским), но не произошло в греческом[19]
- запретительная частица пра-и.е. *meh₁ (встречается в других индоевропейских языках)
- существительное пра-и.е. *dheh₁s-/*dhh₁s- приобрело новое значение «бог» (арм. dik‘, фриг. devos, др.-греч. θεός)
- наличие суффикса -ik- при склонении слова «женщина» (др.-греч. γυναικός)
- e-ступень в корне прилагательного пра-и.е. *gu̯her-mo- (фригийские топонимы типа Γέρμα «горячий источник» в Галатии и Мисии, др.-греч. θερμός, алб. zjarm, арм. ǰerm «тёплый»)
- слово для «имени» происходит от пра-и.е. *h₃nh₃-mn (фриг. onoman, др.-греч. ὄνομα, арм. anun), отличаясь от других индоевропейских языков ступенями аблаута
- e-аугмент (есть также в индоиранском)
- общее слово фриг. keneman, др.-греч. κενός, арм. sin, sn-oy «пустой»

## Критика
Некоторые учёные считают, что утверждения о близости греческого и фригийского к фракийскому и армянскому не находят подтверждения в языковом материале. Греческий и фригийский относятся к языкам ветви кентум, тогда как армянский демонстрирует некоторые черты группы сатем. По мнению Р. Кима, армянский язык обнаруживает наибольшую близость с индоиранскими языками и балтославянскими, а сходства в развитии армянского с греческим и фригийским носят случайный и независимый друг от друга характер. Р. Батитсти считает, что четыре звуковых закона, которые приводятся в поддержку «греко-армянской» гипотезы (озвончение ПИЕ глухих смычных после носовых; «гортанный разрыв»; озвончение последовательностей *CRHC; «правило awcanem»), действовали в древнегреческом и классическом армянском независимо друг от друга.